# 케이티 티머맨
케이티 티머맨(영어: Katie Timmerman, 1999년 9월 4일~)은 미국의 농구 선수이다. 한국여자프로농구(WKBL) 인천 신한은행 에스버드 소속으로 포지션은 가드이다.

## 경력
2023년 9월에 열린 2023-2024 WKBL 신입선수 선발회에서 2라운드 2순위(전체 8순위)로 인천 신한은행 에스버드에 지명되었다.